# Vladimír Kobranov
Vladimír Kobranov (* 4. September 1927 in Černošice, Tschechoslowakei; † 25. Oktober 2015 in Zürich, Schweiz) war ein tschechoslowakischer Eishockeyspieler, der auf der Position des rechten Flügelstürmers agierte. Er gewann mit der tschechoslowakischen Nationalmannschaft bei der Weltmeisterschaft 1949 den Titel und bei den Olympischen Winterspielen 1948 die Silbermedaille. Später war er als Trainer tätig.

## Karriere
Kobranov begann seine Karriere in seiner Heimatstadt beim ŠK Černošice. 1945 schloss er sich dem Hauptstadtklub I. ČLTK Prag an, für den er in der 1. Liga spielte. Mit dem Prager Verein wurde er in den Jahren 1946, 1947 und 1948 dreimal tschechoslowakischer Vizemeister. 1949 wechselte er zum ATK Prag, mit dem er 1950 tschechoslowakischer Meister wurde. Er absolvierte insgesamt elf Spielzeiten. 1950 wurde er gemeinsam mit elf anderen Eishockeyspielern verhaftet, da diese angeblich geplant hätten, bei der Weltmeisterschaft 1950 zu fliehen. Er wurde zu zehn Jahren Zwangsarbeit im Uranlager Jáchymov verurteilt. Nach fünf Jahren wurde er auf Bewährung freigelassen. Er zog nach seiner Freilassung nach Pardubice und spielte ab 1956 bei Dynamo Pardubice, wo er 1964 seine Karriere beendete.
Noch während seiner aktiven Karriere war er in Pardubice auch als Trainer der Mannschaft tätig. Nach dem Ende seiner Spielerkarriere wurde er Cheftrainer beim TJ Gottwaldov. Während des Prager Frühlings 1968 verließ Kobranov die Tschechoslowakei und ließ sich in der Schweiz nieder, wo er als Eishockey- und Tennistrainer arbeitete. Dabei war er von 1968 bis 1970 Cheftrainer des Zürcher Schlittschuhclubs.

### International
Daneben war er auch in der tschechoslowakischen Nationalmannschaft aktiv und nahm an den Olympischen Winterspielen 1948 in St. Moritz, als die Silbermedaille gewonnen wurde, und der Weltmeisterschaft 1949, als die Tschechoslowaken Welt- und Europameister wurden, teil.

## Erfolge und Auszeichnungen
- 1946 Torschützenkönig der 1. Liga
- 1948 Torschützenkönig der 1. Liga
- 1948 Silbermedaille bei den Olympischen Winterspielen
- 1948 Vizeweltmeister und Europameister (ausgespielt bei den Olympischen Winterspielen)
- 1949 Welt- und Europameister bei der Weltmeisterschaft
- 1950 Tschechoslowakischer Meister mit dem ATK Prag
- 2009 Aufnahme in die Tschechische Eishockey-Ruhmeshalle